# VfB Mühlhausen 09
VfB Mühlhausen 09 was een Duitse voetbalclub uit Mühlhausen, Thüringen die bestond van 1909 tot 1999.

## Geschiedenis
De club werd in 1909 opgericht als VfB 1909 Mühlhausen. De club sloot zich aan bij de Midden-Duitse voetbalbond en speelde vanaf 1921/22 in de Wartburge competitie, op dat moment de  tweede klasse van de Kreisliga Thüringen. In 1923 werd de Kreisliga afgevoerd en werd de Wartburgse competitie als Gauliga Wartburg opgewaardeerd tot hoogste klasse. In het eerste seizoen werd de club vicekampioen achter SV 1901 Gotha. De volgende jaren eindigde de club steevast in de middenmoot. In 1933 werd de competitie grondig hervormd. De vele Midden-Duitse competities werden vervangen door de Gauliga Mitte en Gauliga Sachsen. De clubs uit Wartburg werden niet sterk genoeg bevonden voor de Gauliga Mitte en voor de Bezirksklasse Thüringen kwalificeerden zich slechts twee clubs. De club bleef in de Wartburgse competitie die als Kreisliga nu de derde klasse werd. De club slaagde er niet meer in om te promoveren. 
Na de Tweede Wereldoorlog werden alle Duitse voetbalclubs ontbonden. De club werd heropgericht als SG Mühlhausen en onderging verscheidene naamswijzigingen
Na de Duitse hereniging werd de historisch naam VfB Mühlhausen 09 aangenomen. De club pendelde de volgende jaren tussen de Bezirksliga en de Verbandsliga. In 1999 fuseerde de club met Thomas Müntzer Mühlhausen tot VfB TM Mühlhausen. Deze club is tegenwoordig voornamelijk actief in handbal, er is ook nog een voetbalafdeling maar deze speelt niet mee in de reguliere competitie maar in liefhebbersverbond.